# Lucy Cavendish College
Il Lucy Cavendish College è uno dei collegi costituenti dell'Università di Cambridge. Prende il nome da Lucy Cavendish (nata Lyttelton, 1841–1925), una nobildonna inglese che si batté a favore dell’istruzione femminile.
Recentemente, il college annunciò una nuova politica di ammissione al fine di accettare uomini, donne, e studenti non-binari dai 18 anni in su, essendo stato in precedenza un college per sole donne di età superiore ai 21 anni. La modifica entrò in vigore nell’ottobre 2021.
Il collegio venne fondato nel 1965 per volere di ricercatrici e professoresse all'interno dell'università le quali ritenevano che le donne non fossero equamente rappresentate a Cambridge e non avessero pari opportunità. Nel 1997 gli fu attribuito ufficialmente lo statuto di collegio.

## Stemma

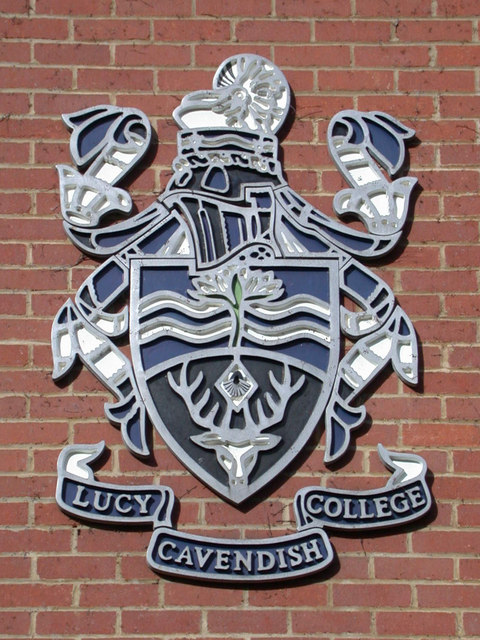
Stemma del Lucy Cavendish College

Il rincontro di cervo è l'emblema della Casa di Cavendish.
Un nautilus come cimiero è un omaggio a Anna McClean Bidder (1903–2001), prima presidente del college dal 1965 al 1970, che fu una zoologa specializzata in cefalopodi.

## Collegamenti esterni

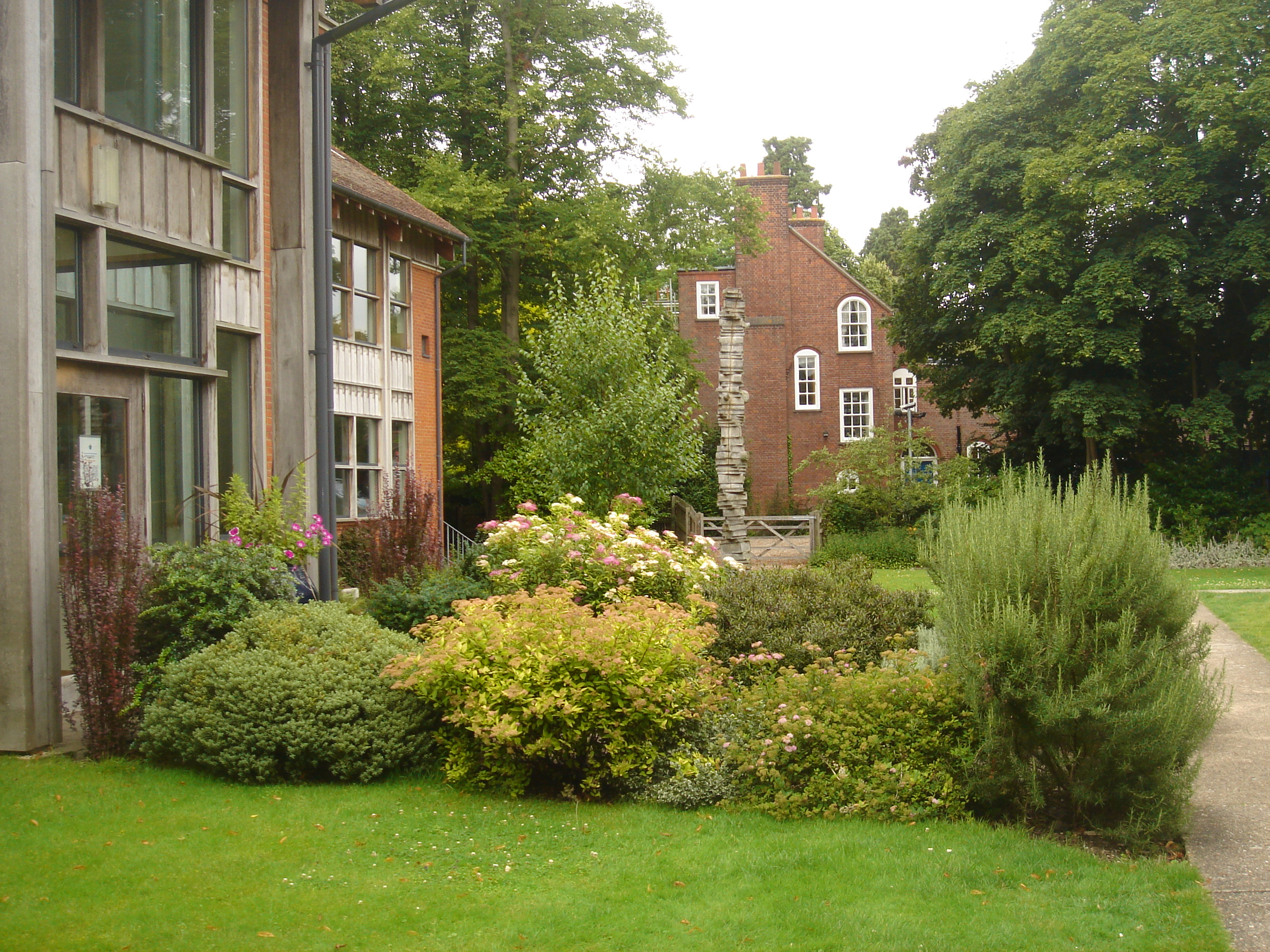
La biblioteca e i giardini del Lucy Cavendish College